# Karl Eduard Putsche
Karl Eduard Putsche (* 24. Februar 1805 in Wenigenjena; † 13. März 1882 in Weimar) war ein deutscher Gymnasiallehrer.

## Leben
Nach Abschluss seiner Schulausbildung am Gymnasium in Weimar studierte Putsche seit 1824 an der Universität in Jena Philologie und Theologie. Im Jahr 1828 promovierte er mit einer Schrift über Valerius Cato. Zwar legte er 1829 auf Wunsch seines Vaters auch die theologische Amtsprüfung ab, widmete sich aber dann in Leipzig ausschließlich den philologischen Studien, um eine akademische Laufbahn einschlagen zu können. Dort habilitierte er 1832 mit einer Schrift über die Homerische Mythologie. Ostern 1833 ging er als Collaborator an das Gymnasium in Weimar, wo er bis zu seinem Ruhestand 1866 blieb. Seit 1851 war er hier Conrector und Professor. Seine Ehefrau überlebte ihn um 18 Jahre.
Er war u. a. Vorstandsmitglied des Gustav-Adolf-Vereins.
Karl Eduard Putsche war Freimaurer und wirkte von 1873 bis 1882 als Nachfolger des Geometers Gustav Herbst als Meister vom Stuhl der Freimaurerloge Anna Amalia zu den drei Rosen. Sein Nachfolger als Meister vom Stuhl wurde der  Direktor des Realgymnasiums Julius Hugo Wernekke (1846–1929). 
Zu seinen Werken gehören u. a. zwei lateinische Grammatiken, von denen die kleinere zuerst 1842, die größere zuerst 1850 erschien. Besonders die die erste Ausgabe fand rasch Verbreitung und erlebte zahlreiche weitere Auflagen. Das Hauptverdienst dieser Bücher bestand in der musterhaften Beispielsammlung zur Erläuterung der Regeln.

## Schriften
- Auch in Weimar hat Herder um die Freimaurerei sich hochverdient gemacht. In: Asträa. Taschenbuch für Freimaurer. Bd. 30 (1870), S. 11–20.
- Gedächtnisrede für Br. Franz Carl Adelbert Eberwein (geb. den 10. Nov. 1786, e. i. d. e. O. am 2. März 1868). In: Asträa. Taschenbuch für Freimaurer. Bd. 30 (1870), S. 186–203.
- Woran erkennen wir, daß eine Loge blüht?. In: Asträa. Taschenbuch für Freimaurer. Bd. 30 (1870), S. 207–215.